# II. SS-Panzerkorps
Das II. SS-Panzerkorps war ein Großverband der Waffen-SS während des Zweiten Weltkrieges. Es bestand aus einem Generalkommando, dem verschiedene Wehrmacht- oder SS-Divisionen unterstellt wurden, und kam in den Jahren 1943 bis 1945 an verschiedenen Fronten zum Einsatz.

## Geschichte
Im Juli 1942 wurde in Bergen in den besetzten Niederlanden von der Waffen-SS das SS-Panzer-Generalkommando aufgestellt, das dazu dienen sollte, die Aufstellung von SS-Divisionen in Westeuropa zu organisieren. Erster Kommandierender General des Verbandes war Paul Hausser. Im November 1942 nahm das Korps am Unternehmen Anton teil. Nach der Niederlage von Stalingrad und dem drohenden Zusammenbruch des gesamten Südflügels der deutschen Ostfront zog die Wehrmachtführung im Winter 1942/43 alle verfügbaren Reserven zusammen, um die Front zu stabilisieren. Das SS-Panzer-Generalkommando wurde im Februar 1943 in den Bereich der Heeresgruppe B verlegt. Nunmehr als SS-Panzerkorps bezeichnet, erhielt es den Auftrag, die Stadt Charkow zu verteidigen. In den folgenden Wochen stand das Korps in heftigen Abwehrkämpfen gegen die Rote Armee, in denen es eine wichtige Rolle bei der Stabilisierung der Front spielte (→ Schlacht bei Charkow (1943)).
Im Juni 1943 erfolgte wegen der Aufstellung eines weiteren SS-Panzerkorps, das die Nummer I erhielt, die Umbenennung in II. SS-Panzerkorps. Im Juli nahm das Korps am Unternehmen Zitadelle teil. Nach dem Abbruch der Offensive und dem Regierungswechsel in Italien Ende Juli wurde das Korps für Gegenmaßnahmen bei einem möglichen Abfall Italiens vom Bündnis (→ Fall Achse) zur Heeresgruppe B nach Oberitalien verlegt. Dabei blieb ihm von den bisher drei SS-Divisionen nur die SS-Panzergrenadier-Division LSSAH unterstellt, dazu kamen Heeresdivisionen. Es entwaffnete nach dem Waffenstillstand zwischen Italien und den Alliierten zunächst die italienischen Streitkräfte und kämpfte anschließend gegen lokale Partisanengruppen. Im November 1943 wurde das Korps zurück an die Ostfront befohlen. Nach einer kurzen Auffrischung in den Niederlanden (Februar 1944) kam es dort bis zum Sommer wieder zum Einsatz, u. a. in der Kesselschlacht von Kamenez-Podolski. Nach der Landung der Alliierten in der Normandie (→ Operation Overlord) wurde das Korps nach Frankreich beordert. Dort übernahm SS-Obergruppenführer Wilhelm Bittrich am 29. Juni 1944 das Kommando, nachdem Hausser mit der Führung der 7. Armee beauftragt worden war. Das Korps verteidigte den Raum Caen gegen umfangreiche britische Angriffe (→ Schlacht um Caen). Später war das Korps am Ausbruch von Teilen der 7. Armee aus dem Kessel von Falaise maßgeblich beteiligt. Nach weiteren Rückzugsgefechten wurde das Korps, das fast alle Panzerfahrzeuge verloren hatte, im September 1944 aus der Front herausgezogen und in den Raum Arnheim verlegt. Als in diesem Gebiet die alliierte Operation Market Garden stattfand, war das Korps erfolgreich an der Abwehr dieses Angriffes beteiligt.
Im Oktober und November 1944 wurden die Einheiten des Korps reorganisiert, bevor es ab dem 16. Dezember im Rahmen der 6. Panzerarmee an der Ardennenoffensive teilnahm. Nachdem diese gescheitert war, wurde es nach Ungarn verlegt. Dort sollte es im Februar und März 1945 an der Plattenseeoffensive teilnehmen. Auch diese Operation scheiterte. In den letzten Wochen des Krieges zog sich das Korps bis in den Raum Wien zurück. In den Kämpfen dort löste sich das Korps nahezu auf. Die Reste des Verbandes ergaben sich am 8. Mai 1945 in Oberösterreich amerikanischen Truppen.

## Gliederung
Korpstruppen
- SS-Nachrichten-Abteilung 102
- Schwere SS-Panzer-Abteilung 102
- SS-Werfer-Abteilung 102
- SS-Sanitäts-Abteilung 102 -> SS-Korps-Sanitäts-Abteilung 102
- SS-Nachschubtruppen 102

Unterstellte Divisionen
- Juli 1943: SS-Panzergrenadier-Division Leibstandarte SS Adolf Hitler, SS-Panzergrenadier-Division „Das Reich“, SS-Panzergrenadier-Division „Totenkopf“, Teile der 167. Infanterie-Division
- November 1943: 162. Infanterie-Division, 71. Infanterie-Division, 44. Infanterie-Division
- August 1944: Teile 21. Panzer-Division, 9. SS-Panzer-Division „Hohenstaufen“, 3. Fallschirmjäger-Division, 10. SS-Panzer-Division „Frundsberg“
- Dezember 1944: 2. SS-Panzer-Division, 9. SS-Panzer-Division
- März 1945: 2. SS-Panzer-Division, 9. SS-Panzer-Division, 44. Infanterie-Division, 23. Panzer-Division

## Kommandierende Generale
- Juni 1942 bis 29. Juni 1944: SS-Oberst-Gruppenführer und Generaloberst der Waffen-SS Paul Hausser
- 1. Juli 1944 bis 8. Mai 1945: SS-Obergruppenführer und General der Waffen-SS Wilhelm Bittrich

### Korpsärzte (IVb)
- 15. November 1944 bis zum Kriegsende im Mai 1945: SS-Brigadeführer und Generalmajor der Waffen-SS (San.) Oskar Hock